# Callao (piedra)
En el antiguo lenguaje marinero hispano, callao significaba guijarro y playa con piedras. 
Concretamente, un callao es una piedra alisada y redondeada por efecto del rodamiento producido por la fuerza del agua, que se encuentra en la ribera del mar y en los barrancos. Su uso lingüístico es aún hoy común en las Islas Canarias.